# موش جنگلی استیفن
موش جنگلی استیفن (نام علمی: Neotoma stephensi) نام یک گونه از سرده موش کپه‌ساز است.